# Aurélien Decarnin
Pas d'image ? Cliquez ici

a Compétitions nationales et continentales officielles uniquement.

b Matchs officiels uniquement.
Aurélien Decarnin, né le 26 février 1991, est un joueur français de rugby à XIII et de rugby à XV évoluant au poste de centre. Formé à Pujols, il évolue en Championnat de France à Villeneuve-sur-Lot en 2009. Il réalise sa carrière dans ce club hormis une saison en 2016 à Albi. Il est également appelé en équipe de France en 2014 lors du Coupe d'Europe des nations.

## Biographie
Sa sœur, Ambre Decarnin, est également joueuse de rugby à XIII et a connu des sélections en équipe de France. À côté de sa carrière sportive, il est carrossier. Sa famille est originaire de Lille.